# Superliga de Albania 2018-19
La Superliga de Albania 2018-19 (oficialmente y en albanés: Kategoria Superiore 2018-19) fue la 80va edición de la máxima categoría de fútbol de Albania. Fue organizada por la Federación Albanesa de Fútbol y se disputó por 10 equipos. Comenzó el 17 de agosto de 2018 y finalizó el 19 de mayo de 2019.
Partizani revalidó el título luego de 26 años, consiguiendo su decimosexto título de liga

## Ascensos y descensos
| Pos. | Descendidos de la Superliga |
| ---- | --------------------------- |
| 9.º  | Vllaznia Shkodër            |
| 10.º | Lushnja                     |

| Pos.        | Ascendidos de 1.ª División |
| ----------- | -------------------------- |
| 1.º Grupo A | Kastrioti                  |
| 1.º Grupo B | Tirana                     |

## Sistema de competición
Se disputan 36 jornadas bajo el sistema de todos contra todos, enfrentándose todos los equipos entre sí en cuatro oportunidades, alternando las localías rueda tras rueda, de forma tal que cada equipo enfrenta a sus rivales dos veces como local y dos como visitante.
La clasificación final se establece a partir de los puntos obtenidos en cada encuentro, otorgando tres por partido ganado, uno por empatado y ninguno en caso de derrota. En caso de igualdad de puntos entre dos o más equipos, se aplican, en el mencionado orden, los siguientes criterios de desempate:
1. Mayor cantidad de puntos en los partidos entre los equipos implicados;
2. Mejor diferencia de goles en los partidos entre los equipos implicados;
3. Mayor cantidad de goles a favor en los partidos entre los equipos implicados;
4. Mejor diferencia de goles en toda la temporada;
5. Mayor cantidad de goles a favor en toda la temporada;
6. Sorteo.

Al finalizar el campeonato, el equipo que suma más puntos se consagra campeón y como tal, disputará la primera ronda previa de la Liga de Campeones de la UEFA 2019-20. A su vez, el subcampeón y el tercero acceden a la primera ronda previa de la Liga Europa de la UEFA 2019-20. Por otro lado, los últimos dos equipos descienden directamente a la Kategoria e Parë.

## Equipos participantes

### Información de los clubes
| Equipo                | Ciudad      | Estadio             | Capacidad |
| --------------------- | ----------- | ------------------- | --------- |
| Flamurtari Vlorë      | Vlorë       | Flamurtari          | 8.200     |
| Kamza                 | Kamëz       | Kamëz               | 5.500     |
| Kastrioti             | Krujë       | Redi Maloku Stadium | 3.000     |
| Kukësi                | Kukës       | Zeqir Ymeri         | 5.500     |
| Laçi                  | Laç         | Laçi                | 2.300     |
| Luftëtari Gjirokastër | Gjirokastra | Gjirokastra         | 8.400     |
| Partizan              | Tirana      | Selman Stërmasi     | 9.600     |
| Skënderbeu Korçë      | Korçë       | Skënderbeu          | 12.343    |
| Teuta Durrës          | Durrës      | Niko Dovana         | 12.040    |
| Tirana                | Tirana      | Selman Stërmasi     | 9.600     |

### Equipos por condado
| \| Condado \| N.º \| Equipos \| \| ----------- \| --- \| ----------------------- \| \| Tirana \| 3 \| Partizan; Kamza; Tirana \| \| Durrës \| 2 \| Kastrioti; Teuta Durrës \| \| Gjirokastër \| 1 \| Luftëtari Gjirokastër \| \| Korçë \| 1 \| Skënderbeu Korçë \| \| Kukës \| 1 \| Kukësi \| \| Lezhë \| 1 \| Laçi \| \| Vlorë \| 1 \| Flamurtari Vlorë \| |     |                         |
| Condado | N.º | Equipos                 |
| Tirana | 3   | Partizan; Kamza; Tirana |
| Durrës | 2   | Kastrioti; Teuta Durrës |
| Gjirokastër | 1   | Luftëtari Gjirokastër   |
| Korçë | 1   | Skënderbeu Korçë        |
| Kukës | 1   | Kukësi                  |
| Lezhë | 1   | Laçi                    |
| Vlorë | 1   | Flamurtari Vlorë        |

## Clasificación
| Pos. | Equipo        | Pts. | PJ | G  | E  | P  | GF | GC | Dif. | Clasificación 2019–20                      |
| ---- | ------------- | ---- | -- | -- | -- | -- | -- | -- | ---- | ------------------------------------------ |
| 1    | Partizani (C) | 70   | 36 | 20 | 10 | 6  | 45 | 22 | +23  | Clasificado a la Liga de Campeones 2019-20 |
| 2    | Kukësi        | 59   | 36 | 17 | 8  | 11 | 42 | 29 | +13  | Clasificado a la Liga Europa 2019-20       |
| 3    | Teuta         | 57   | 36 | 15 | 12 | 9  | 43 | 36 | +7   | Clasificado a la Liga Europa 2019-20       |
| 4    | Skënderbeu    | 55   | 36 | 17 | 4  | 15 | 45 | 30 | +15  |                                            |
| 5    | Flamurtari    | 54   | 36 | 15 | 9  | 12 | 35 | 32 | +3   |                                            |
| 6    | Laçi          | 49   | 36 | 12 | 13 | 11 | 33 | 30 | +3   | Clasificado a la Liga Europa 2019-20       |
| 7    | Tirana        | 44   | 36 | 11 | 11 | 14 | 44 | 38 | +6   |                                            |
| 8    | Luftëtari     | 47   | 36 | 13 | 8  | 15 | 37 | 39 | −2   |                                            |
| 9    | Kastrioti     | 42   | 36 | 12 | 6  | 18 | 35 | 53 | −18  | Descenso a la Kategoria e Parë 2019-20     |
| 10   | Kamza (D)     | 0    | 36 | 4  | 5  | 27 | 13 | 66 | −53  | Descalificado                              |

Actualizado a los partidos jugados el 30 de mayo de 2019.
 Fuente: Soccerway
Notas:
1. ↑  En marzo de 2018, Skënderbeu fue suspendido por la UEFA de competiciones internacionales por 10 años por arreglo de partidos.[2]
2. ↑  Flamurtari no pudo obtener una licencia de la UEFA.
3. ↑  Kamza fue excluido de la liga y relegado a la Segunda División albanesa para la próxima temporada, después de un incidente violento durante un partido contra Laçi en la ronda 24[3][4]

## Resultados
| Local \ Visitante | FLA | KAM | KAS | KUK | LAC | LUF | PAR | SKE | TEU | TIR |
| ----------------- | --- | --- | --- | --- | --- | --- | --- | --- | --- | --- |
| Flamurtari        | —   | 1–0 | 4–0 | 1–0 | 1–0 | 0–0 | 1–0 | 0–2 | 1–1 | 1–0 |
| Kamza             | 2–2 | —   | 2–0 | 0–2 | 0–1 | 1–0 | 0–1 | 1–0 | 1–3 | 1–1 |
| Kastrioti         | 1–0 | 3–0 | —   | 1–2 | 1–1 | 0–2 | 1–2 | 0–3 | 0–4 | 2–3 |
| Kukësi            | 1–2 | 1–0 | 2–0 | —   | 1–1 | 1–0 | 0–1 | 1–0 | 1–1 | 3–1 |
| Laçi              | 1–0 | 0–0 | 2–1 | 0–1 | —   | 2–1 | 0–0 | 2–0 | 0–3 | 2–1 |
| Luftëtari         | 0–1 | 1–0 | 0–1 | 0–1 | 0–1 | —   | 1–1 | 0–2 | 3–1 | 2–1 |
| Partizani         | 2–0 | 1–0 | 1–0 | 0–0 | 1–0 | 2–1 | —   | 0–2 | 3–0 | 2–1 |
| Skënderbeu        | 1–0 | 2–0 | 1–0 | 1–0 | 1–1 | 2–3 | 1–0 | —   | 0–1 | 1–1 |
| Teuta             | 0–0 | 1–0 | 2–0 | 0–1 | 1–1 | 1–0 | 1–1 | 2–0 | —   | 2–1 |
| Tirana            | 1–0 | 0–1 | 4–0 | 0–0 | 0–1 | 3–1 | 0–1 | 1–1 | 0–0 | —   |

| Local \ Visitante | FLA | KAM | KAS | KUK | LAC | LUF | PAR | SKE | TEU | TIR |
| ----------------- | --- | --- | --- | --- | --- | --- | --- | --- | --- | --- |
| Flamurtari        | —   | 3–0 | 1–1 | 1–2 | 1–0 | 1–1 | 0–3 | 2–0 | 3–1 | 1–0 |
| Kamza             | 0–3 | —   | 0–1 | 0–3 | 1–1 | 0–3 | 0–1 | 0–3 | 0–3 | 0–3 |
| Kastrioti         | 2–0 | 3–0 | —   | 2–1 | 1–1 | 1–0 | 1–1 | 2–1 | 2–1 | 1–0 |
| Kukësi            | 1–2 | 3–2 | 3–1 | —   | 0–0 | 3–0 | 1–1 | 0–3 | 0–0 | 0–1 |
| Laçi              | 0–0 | 3–0 | 1–1 | 0–1 | —   | 0–2 | 1–0 | 1–0 | 5–0 | 1–3 |
| Luftëtari         | 0–0 | 3–0 | 1–5 | 3–2 | 1–0 | —   | 1–1 | 1–0 | 1–0 | 1–1 |
| Partizani         | 3–1 | 3–0 | 2–0 | 1–1 | 1–1 | 1–3 | —   | 2–0 | 3–0 | 2–1 |
| Skënderbeu        | 2–0 | 3–0 | 4–0 | 1–0 | 2–1 | 2–0 | 0–1 | —   | 1–2 | 1–2 |
| Teuta             | 1–1 | 0–0 | 1–0 | 2–1 | 2–0 | 0–0 | 2–0 | 2–2 | —   | 1–3 |
| Tirana            | 3–0 | 4–1 | 0–0 | 0–2 | 1–1 | 1–1 | 0–0 | 1–0 | 1–1 | —   |

#### Primera vuelta
| Skënderbeu Korçë      | 1 - 0 | Partizani        | Estadio Skënderbeu | 17 de agosto | 19:45 |
| Luftëtari Gjirokastër | 0 - 1 | Kastrioti        | Gjirokastra        | 18 de agosto | 16:45 |
| Tirana                | 0 - 1 | Kamza            | Selman Stërmasi    | 18 de agosto | 19:45 |
| Kukësi                | 1 - 1 | Laçi             | Zeqir Ymeri        | 19 de agosto | 16:45 |
| Teuta Durrës          | 0 - 0 | Flamurtari Vlorë | Niko Dovana        | 19 de agosto | 19:45 |

| Tirana           | 0 - 0 | Teuta Durrës          | Selman Stërmasi     | 24 de agosto | 19:45 |
| Kamza            | 0 - 1 | Partizani             | Kamëz Stadium       | 25 de agosto | 16:45 |
| Laçi             | 2 - 1 | Luftëtari Gjirokastër | Estadio Laçi        | 25 de agosto | 16:45 |
| Kastrioti        | 0 - 3 | Skënderbeu Korçë      | Redi Maloku Stadium | 26 de agosto | 16:45 |
| Flamurtari Vlorë | 1 - 0 | Kukësi                | Estadio Flamurtari  | 26 de agosto | 19:45 |

| Skënderbeu Korçë      | 1 - 1 | Laçi             | Estadio Skënderbeu | 31 de agosto    | 19:45 |
| Luftëtari Gjirokastër | 0 - 1 | Flamurtari Vlorë | Gjirokastra        | 1 de septiembre | 16:45 |
| Partizani             | 1 - 0 | Kastrioti        | Qemal Stafa        | 1 de septiembre | 19:45 |
| Kukësi                | 3 - 1 | Tirana           | Zeqir Ymeri        | 2 de septiembre | 16:45 |
| Teuta Durrës          | 1 - 0 | Kamza            | Niko Dovana        | 2 de septiembre | 19:45 |

| Kamza            | 2 - 0 | Kastrioti             | Kamëz Stadium      | 15 de septiembre | 15:45 |
| Teuta Durrës     | 0 - 1 | Kukësi                | Niko Dovana        | 15 de septiembre | 18:45 |
| Laçi             | 0 - 0 | Partizani             | Estadio Laçi       | 16 de septiembre | 15:45 |
| Tirana           | 3 - 1 | Luftëtari Gjirokastër | Selman Stërmasi    | 16 de septiembre | 18:45 |
| Flamurtari Vlorë | 0 - 2 | Skënderbeu Korçë      | Estadio Flamurtari | 17 de septiembre | 19:45 |

| Partizani             | 2 - 0 | Flamurtari Vlorë | Qemal Stafa         | 21 de septiembre | 19:45 |
| Luftëtari Gjirokastër | 3 - 1 | Teuta Durrës     | Gjirokastra         | 22 de septiembre | 15:45 |
| Skënderbeu Korçë      | 1 - 1 | Tirana           | Estadio Skënderbeu  | 22 de septiembre | 18:45 |
| Kastrioti             | 1 - 1 | Laçi             | Redi Maloku Stadium | 23 de septiembre | 15:45 |
| Kukësi                | 1 - 0 | Kamza            | Zeqir Ymeri         | 23 de septiembre | 18:45 |

| Tirana           | 0 - 1 | Partizani             | Selman Stërmasi    | 28 de septiembre | 19:45 |
| Kamza            | 0 - 1 | Laçi                  | Kamëz Stadium      | 29 de septiembre | 15:45 |
| Kukësi           | 1 - 0 | Luftëtari Gjirokastër | Zeqir Ymeri        | 29 de septiembre | 15:45 |
| Teuta Durrës     | 2 - 0 | Skënderbeu Korçë      | Niko Dovana        | 29 de septiembre | 18:45 |
| Flamurtari Vlorë | 4 - 0 | Kastrioti             | Estadio Flamurtari | 29 de septiembre | 18:45 |

| Laçi                  | 1 - 0 | Flamurtari Vlorë | Estadio Laçi        | 3 de octubre | 13:45 |
| Luftëtari Gjirokastër | 1 - 0 | Kamza            | Gjirokastra         | 3 de octubre | 13:45 |
| Kastrioti             | 2 - 3 | Tirana           | Redi Maloku Stadium | 3 de octubre | 13:45 |
| Partizani             | 3 - 0 | Teuta Durrës     | Qemal Stafa         | 3 de octubre | 16:45 |
| Skënderbeu Korçë      | 1 - 0 | Kukësi           | Estadio Skënderbeu  | 4 de octubre | 17:45 |

| Kamza                 | 2 - 2 | Flamurtari Vlorë | Kamëz Stadium   | 7 de octubre | 13:45 |
| Luftëtari Gjirokastër | 0 - 2 | Skënderbeu Korçë | Gjirokastra     | 7 de octubre | 13:45 |
| Tirana                | 0 - 1 | Laçi             | Selman Stërmasi | 7 de octubre | 16:45 |
| Teuta Durrës          | 2 - 0 | Kastrioti        | Niko Dovana     | 7 de octubre | 16:45 |
| Kukësi                | 0 - 1 | Partizani        | Zeqir Ymeri     | 8 de octubre | 13:45 |

| Kastrioti        | 1 - 2 | Kukësi                | Redi Maloku Stadium | 20 de octubre | 14:00 |
| Laçi             | 0 - 3 | Teuta Durrës          | Estadio Laçi        | 20 de octubre | 14:00 |
| Skënderbeu Korçë | 2 - 0 | Kamza                 | Estadio Skënderbeu  | 21 de octubre | 14:00 |
| Partizani        | 2 - 1 | Luftëtari Gjirokastër | Qemal Stafa         | 21 de octubre | 17:00 |
| Flamurtari Vlorë | 1 - 0 | Tirana                | Estadio Flamurtari  | 22 de octubre | 18:00 |

#### Segunda vuelta
| Kamza            | 1 - 1 | Tirana                | Kamëz Stadium       | 27 de octubre | 14:00 |
| Flamurtari Vlorë | 1 - 1 | Teuta Durrës          | Estadio Flamurtari  | 27 de octubre | 17:00 |
| Laçi             | 0 - 1 | Kukësi                | Estadio Laçi        | 28 de octubre | 14:00 |
| Kastrioti        | 0 - 2 | Luftëtari Gjirokastër | Redi Maloku Stadium | 28 de octubre | 14:00 |
| Partizani        | 0 - 2 | Skënderbeu Korçë      | Qemal Stafa         | 29 de octubre | 19:00 |

| Kukësi                | 1 - 2 | Flamurtari Vlorë | Zeqir Ymeri        | 2 de noviembre | 14:00 |
| Teuta Durrës          | 2 - 1 | Tirana           | Niko Dovana        | 2 de noviembre | 14:00 |
| Luftëtari Gjirokastër | 0 - 1 | Laçi             | Gjirokastra        | 3 de noviembre | 14:00 |
| Skënderbeu Korçë      | 1 - 0 | Kastrioti        | Estadio Skënderbeu | 3 de noviembre | 17:00 |
| Partizani             | 1 - 0 | Kamza            | Qemal Stafa        | 3 de noviembre | 17:00 |

| Tirana           | 0 - 0 | Kukësi                | Selman Stërmasi     | 6 de noviembre | 18:00 |
| Laçi             | 2 - 0 | Skënderbeu Korçë      | Estadio Laçi        | 7 de noviembre | 14:00 |
| Kastrioti        | 1 - 2 | Partizani             | Redi Maloku Stadium | 7 de noviembre | 14:00 |
| Kamza            | 1 - 3 | Teuta Durrës          | Kamëz Stadium       | 7 de noviembre | 14:00 |
| Flamurtari Vlorë | 0 - 0 | Luftëtari Gjirokastër | Estadio Flamurtari  | 7 de noviembre | 17:00 |

| Luftëtari Gjirokastër | 2 - 1 | Tirana           | Gjirokastra         | 11 de noviembre | 14:00 |
| Kastrioti             | 3 - 0 | Kamza            | Redi Maloku Stadium | 11 de noviembre | 14:00 |
| Skënderbeu Korçë      | 1 - 0 | Flamurtari Vlorë | Estadio Skënderbeu  | 11 de noviembre | 17:00 |
| Partizani             | 1 - 0 | Laçi             | Qemal Stafa         | 11 de noviembre | 17:00 |
| Kukësi                | 1 - 1 | Teuta Durrës     | Zeqir Ymeri         | 12 de noviembre | 14:00 |

| Flamurtari Vlorë | 1 - 0 | Partizani             | Estadio Flamurtari | 23 de noviembre | 18:00 |
| Tirana           | 1 - 1 | Skënderbeu Korçë      | Selman Stërmasi    | 24 de noviembre | 14:00 |
| Teuta Durrës     | 1 - 0 | Luftëtari Gjirokastër | Niko Dovana        | 24 de noviembre | 17:00 |
| Laçi             | 2 - 1 | Kastrioti             | Estadio Laçi       | 25 de noviembre | 14:00 |
| Kamza            | 0 - 2 | Kukësi                | Kamëz Stadium      | 25 de noviembre | 14:00 |

| Partizani             | 2 - 1 | Tirana           | Qemal Stafa         | 30 de noviembre | 18:00 |
| Luftëtari Gjirokastër | 0 - 1 | Kukësi           | Gjirokastra         | 1 de diciembre  | 14:00 |
| Skënderbeu Korçë      | 0 - 1 | Teuta Durrës     | Estadio Skënderbeu  | 1 de diciembre  | 17:00 |
| Kastrioti             | 1 - 0 | Flamurtari Vlorë | Redi Maloku Stadium | 2 de diciembre  | 14:00 |
| Laçi                  | 0 - 0 | Kamza            | Estadio Laçi        | 2 de diciembre  | 14:00 |

| Kukësi           | 1 - 0 | Skënderbeu Korçë      | Zeqir Ymeri        | 7 de diciembre | 14:00 |
| Tirana           | 4 - 0 | Kastrioti             | Selman Stërmasi    | 8 de diciembre | 14:00 |
| Teuta Durrës     | 1 - 1 | Partizani             | Niko Dovana        | 8 de diciembre | 17:00 |
| Kamza            | 1 - 0 | Luftëtari Gjirokastër | Kamëz Stadium      | 9 de diciembre | 13:30 |
| Flamurtari Vlorë | 1 - 0 | Laçi                  | Estadio Flamurtari | 9 de diciembre | 17:00 |

| Partizani        | 0 - 0 | Kukësi                | Qemal Stafa         | 14 de diciembre | 18:00 |
| Laçi             | 2 - 1 | Tirana                | Estadio Laçi        | 15 de diciembre | 14:00 |
| Flamurtari Vlorë | 1 - 0 | Kamza                 | Estadio Flamurtari  | 15 de diciembre | 17:00 |
| Kastrioti        | 0 - 4 | Teuta Durrës          | Redi Maloku Stadium | 16 de diciembre | 14:00 |
| Skënderbeu Korçë | 2 - 3 | Luftëtari Gjirokastër | Estadio Skënderbeu  | 16 de diciembre | 17:00 |

| Kamza                 | 1 - 0 | Skënderbeu Korçë | Kamëz Stadium   | 21 de diciembre | 13:30 |
| Tirana                | 1 - 0 | Flamurtari Vlorë | Selman Stërmasi | 21 de diciembre | 16:30 |
| Teuta Durrës          | 1 - 1 | Laçi             | Niko Dovana     | 22 de diciembre | 17:00 |
| Luftëtari Gjirokastër | 1 - 1 | Partizani        | Gjirokastra     | 23 de diciembre | 13:30 |
| Kukësi                | 2 - 0 | Kastrioti        | Zeqir Ymeri     | 23 de diciembre | 13:30 |

#### Tercera vuelta
| Skënderbeu Korçë      | 0 - 1 | Partizani        | Estadio Skënderbeu      | 25 de enero | 17:00 |
| Kukësi                | 0 - 0 | Laçi             | Estadio Zeqir Ymeri     | 26 de enero | 14:00 |
| Luftëtari Gjirokastër | 1 - 5 | Kastrioti        | Estadio Gjirokastra     | 27 de enero | 14:00 |
| Tirana                | 4 - 1 | Kamza            | Estadio Selman Stërmasi | 27 de enero | 17:00 |
| Teuta Durrës          | 1 - 1 | Flamurtari Vlorë | Estadio Niko Dovana     | 27 de enero | 17:00 |

| Tirana           | 1 - 1 | Teuta Durrës          | Estadio Selman Stërmasi | 1 de febrero | 18:00 |
| Kastrioti        | 2 - 1 | Skënderbeu Korçë      | Redi Maloku Stadium     | 2 de febrero | 14:00 |
| Flamurtari Vlorë | 1 - 2 | Kukësi                | Estadio Flamurtari      | 2 de febrero | 17:00 |
| Kamza            | 0 - 1 | Partizani             | Kamëz Stadium           | 3 de febrero | 14:00 |
| Laçi             | 0 - 2 | Luftëtari Gjirokastër | Estadio Laçi            | 3 de febrero | 14:00 |

| Partizani             | 2 - 0 | Kastrioti  | Estadio Qemal Stafa | 9 de febrero  | 17:00 |
| Kukësi                | 0 - 1 | Tirana     | Estadio Zeqir Ymeri | 10 de febrero | 14:00 |
| Luftëtari Gjirokastër | 0 - 0 | Flamurtari | Estadio Gjirokastra | 10 de febrero | 14:00 |
| Teuta Durrës          | 0 - 0 | Kamza      | Estadio Niko Dovana | 10 de febrero | 17:00 |
| Skënderbeu Korçë      | 2 - 1 | Laçi       | Estadio Skënderbeu  | 11 de febrero | 14:00 |

| Teuta Durrës | 2 - 1 | Kukësi                | Estadio Niko Dovana     | 15 de febrero | 14:00 |
| Laçi         | 1 - 0 | Partizani             | Estadio Laçi            | 17 de febrero | 14:00 |
| Kamza        | 0 - 1 | Kastrioti             | Kamëz Stadium           | 17 de febrero | 14:00 |
| Flamurtari   | 2 - 0 | Skënderbeu Korçë      | Estadio Flamurtari      | 17 de febrero | 17:00 |
| Tirana       | 1 - 1 | Luftëtari Gjirokastër | Estadio Selman Stërmasi | 17 de febrero | 17:00 |

| Skënderbeu Korçë      | 1 - 2 | Tirana       | Estadio Skënderbeu      | 22 de febrero | 17:00 |
| Luftëtari Gjirokastër | 1 - 0 | Teuta Durrës | Estadio Gjirokastra     | 23 de febrero | 13:00 |
| Partizani             | 3 - 1 | Flamurtari   | Estadio Selman Stërmasi | 23 de febrero | 16:00 |
| Kastrioti             | 1 - 1 | Laçi         | Estadio Kastrioti       | 24 de febrero | 13:00 |
| Kukësi                | 3 - 2 | Kamza        | Estadio Zeqir Ymeri     | 24 de febrero | 13:00 |

| Tirana       | 0 - 0 | Partizani             | Estadio Selman Stërmasi | 1 de marzo | 17:00 |
| Kukësi       | 3 - 0 | Luftëtari Gjirokastër | Elbasan Arena           | 2 de marzo | 13:00 |
| Teuta Durrës | 2 - 2 | Skënderbeu Korçë      | Estadio Niko Dovana     | 2 de marzo | 17:00 |
| Kamza        | 1 - 1 | Laçi                  | Kamëz Stadium           | 3 de marzo | 13:00 |
| Flamurtari   | 1 - 1 | Kastrioti             | Estadio Flamurtari      | 3 de marzo | 13:00 |

| Skënderbeu Korçë      | 1 - 0 | Kukësi       | Estadio Skënderbeu      | 16 de marzo         | 17:00               |
| Kastrioti             | 1 - 0 | Tirana       | Estadio Kastrioti       | 17 de marzo         | 14:00               |
| Laçi                  | 0 - 0 | Flamurtari   | Estadio Laçi            | 17 de marzo         | 14:00               |
| Partizani             | 3 - 0 | Truta Durrës | Estadio Selman Stërmasi | 17 de marzo         | 17:00               |
| Luftëtari Gjirokaster | 3 - 0 | Kamza        | Victoria Adjudicada     | Victoria Adjudicada | Victoria Adjudicada |

| Kukësi                | 1 - 1 | Partizani        | Estadio Zeqir Ymeri     | 29 de marzo         | 18:00               |
| Luftëtari Gjirokastër | 1 - 0 | Skënderbeu Korçë | Estadio Gjirokastra     | 30 de marzo         | 14:00               |
| Tirana                | 1 - 1 | Laçi             | Estadio Selman Stërmasi | 30 de marzo         | 17:00               |
| Teuta Durrës          | 1 - 0 | Kastrioti        | Estadio Niko Dovana     | 30 de marzo         | 17:00               |
| Kamza                 | 0 - 3 | Flamurtari       | Victoria Adjudicada     | Victoria Adjudicada | Victoria Adjudicada |

| Kastrioti        | 2 - 1 | Kukësi                | Redi Maloku Stadium | 6 de abril          | 15:45               |
| Laçi             | 5 - 0 | Teuta Durrës          | Estadio Laçi        | 6 de abril          | 15:45               |
| Partizani        | 1 - 3 | Luftëtari Gjirokastër | Qemal Stafa         | 6 de abril          | 18:45               |
| Flamurtari Vlorë | 1 - 0 | Tirana                | Estadio Flamurtari  | 6 de abril          | 18:45               |
| Skënderbeu Korçë | 3 - 0 | Kamza                 | Victoria Adjudicada | Victoria Adjudicada | Victoria Adjudicada |

#### Cuarta vuelta
| Laçi             | 0 - 1 | Kukësi                | Estadio Laçi        | 10 de abril         | 15:30               |
| Kastrioti        | 1 - 0 | Luftëtari Gjirokastër | Redi Maloku Stadium | 10 de abril         | 15:30               |
| Flamurtari Vlorë | 3 - 1 | Teuta Durrës          | Estadio Flamurtari  | 10 de abril         | 18:30               |
| Partizani        | 2 - 0 | Skënderbeu Korçë      | Qemal Stafa         | 10 de abril         | 18:30               |
| Kamza            | 0 - 3 | Tirana                | Victoria Adjudicada | Victoria Adjudicada | Victoria Adjudicada |

| Kukësi                | 1 - 2 | Flamurtari Vlorë | Zeqir Ymeri         | 14 de abril         | 15:45               |
| Luftëtari Gjirokastër | 1 - 0 | Laçi             | Gjirokastra         | 14 de abril         | 15:45               |
| Teuta Durrës          | 1 - 3 | Tirana           | Niko Dovana         | 14 de abril         | 18:45               |
| Skënderbeu Korçë      | 4 - 0 | Kastrioti        | Estadio Skënderbeu  | 14 de abril         | 18:45               |
| Partizani             | 3 - 0 | Kamza            | Victoria Adjudicada | Victoria Adjudicada | Victoria Adjudicada |

| Laçi             | 1 - 0 | Skënderbeu Korçë      | Estadio Laçi        | 20 de abril         | 16:00               |
| Kastrioti        | 1 - 1 | Partizani             | Redi Maloku Stadium | 20 de abril         | 16:00               |
| Flamurtari Vlorë | 0 - 0 | Luftëtari Gjirokastër | Estadio Flamurtari  | 20 de abril         | 19:00               |
| Tirana           | 0 - 2 | Kukësi                | Selman Stërmasi     | 20 de abril         | 19:00               |
| Kamza            | 0 - 3 | Teuta Durrës          | Victoria Adjudicada | Victoria Adjudicada | Victoria Adjudicada |

| Partizani             | 1 - 1 | Laçi             | Qemal Stafa         | 27 de marzo         | 19:00               |
| Luftëtari Gjirokastër | 1 - 1 | Tirana           | Gjirokastra         | 28 de abril         | 16:00               |
| Kukësi                | 0 - 0 | Teuta Durrës     | Zeqir Ymeri         | 28 de abril         | 16:00               |
| Skënderbeu Korçë      | 2 - 0 | Flamurtari Vlorë | Estadio Skënderbeu  | 28 de abril         | 19:00               |
| Kastrioti             | 3 - 0 | Kamza            | Victoria Adjudicada | Victoria Adjudicada | Victoria Adjudicada |

| Teuta Durrës     | 0 - 0 | Luftëtari Gjirokastër | Niko Dovana         | 4 de mayo           | 17:00               |
| Tirana           | 1 - 0 | Skënderbeu Korçë      | Selman Stërmasi     | 4 de mayo           | 17:00               |
| Laçi             | 1 - 1 | Kastrioti             | Estadio Laçi        | 4 de mayo           | 17:00               |
| Flamurtari Vlorë | 0 - 3 | Partizani             | Estadio Flamurtari  | 4 de mayo           | 17:00               |
| Kamza            | 0 - 3 | Kukësi                | Victoria Adjudicada | Victoria Adjudicada | Victoria Adjudicada |

| Partizani (C)         | 2 - 1 | Tirana           | Qemal Stafa         | 12 de mayo          | 16:30               |
| Kastrioti             | 2 - 0 | Flamurtari Vlorë | Redi Maloku Stadium | 12 de mayo          | 16:30               |
| Luftëtari Gjirokastër | 3 - 2 | Kukësi           | Gjirokastra         | 12 de mayo          | 16:30               |
| Skënderbeu Korçë      | 1 - 2 | Teuta Durrës     | Estadio Skënderbeu  | 12 de mayo          | 16:30               |
| \|Laçi                | 3 - 0 | Kamza            | Victoria Adjudicada | Victoria Adjudicada | Victoria Adjudicada |

| Teuta Durrës     | 2 - 0 | Partizani             | Niko Dovana         | 18 de mayo          | 16:30               |
| Tirana           | 0 - 0 | Kastrioti             | Selman Stërmasi     | 18 de mayo          | 16:30               |
| Flamurtari Vlorë | 1 - 0 | Laçi                  | Estadio Flamurtari  | 18 de mayo          | 16:30               |
| Kukësi           | 0 - 3 | Skënderbeu Korçë      | Zeqir Ymeri         | 18 de mayo          | 16:30               |
| Kamza            | 0 - 3 | Luftëtari Gjirokastër | Victoria Adjudicada | Victoria Adjudicada | Victoria Adjudicada |

| Skënderbeu Korçë | 2 - 0 | Luftëtari Gjirokastër | Estadio Skënderbeu  | 26 de mayo          | 15:30               |
| Partizani        | 1 - 1 | Kukësi                | Qemal Stafa         | 26 de mayo          | 15:30               |
| Laçi             | 1 - 3 | Tirana                | Estadio Laçi        | 26 de mayo          | 15:30               |
| Kastrioti        | 2 - 1 | Teuta Durrës          | Redi Maloku Stadium | 26 de mayo          | 15:30               |
| Flamurtari Vlorë | 3 - 0 | Kamza                 | Victoria Adjudicada | Victoria Adjudicada | Victoria Adjudicada |

| Luftëtari Gjirokastër | 1 - 1 | Partizani        | Gjirokastra         | 30 de mayo          | 16:00               |
| Kukësi                | 3 - 1 | Kastrioti        | Zeqir Ymeri         | 30 de mayo          | 16:00               |
| Teuta Durrës          | 2 - 0 | Laçi             | Niko Dovana         | 30 de mayo          | 16:00               |
| Tirana                | 3 - 0 | Flamurtari Vlorë | Selman Stërmasi     | 30 de mayo          | 16:00               |
| Kamza                 | 0 - 3 | Skënderbeu Korçë | Victoria Adjudicada | Victoria Adjudicada | Victoria Adjudicada |

## Tabla de goleadores
| Rango | Jugador          | Club             | Goles |
| ----- | ---------------- | ---------------- | ----- |
| 1     | Reginaldo        | Kukësi           | 13    |
| 2     | Edon Hasani      | Tirana           | 12    |
| 2     | Vasil Shkurtaj   | Luftëtari/Kukësi | 12    |
| 4     | Ndriçim Shtubina | Laçi             | 10    |
| 4     | Roger            | Kastrioti        | 10    |
| 6     | Latif Amadu      | Teuta            | 9     |
| 7     | Dejvi Bregu      | Skënderbeu       | 8     |
| 7     | Gjergji Muzaka   | Skënderbeu       | 8     |
| 7     | Jasir Asani      | Partizani        | 8     |